# Социальный престиж
Социальный престиж (общественный престиж) — сравнительная оценка значимости, авторитета, влияния, привлекательности, уважения различных сторон жизнедеятельности. 

Иными словами — своеобразный «социальный ценник», что отображает значимость и уровень общественного положения, занимаемого индивидом в общественной структуре.

## Значение термина
В наши дни есть ряд ситуативных подходов к определению характера общественного престижа и «ценника» (оценивания самого престижа). Политика подчеркивает компенсаторную их природу, рассматривая систему «ценника» и самого феномена престижности сквозь призму стремления к власти и желанием контроля людей и событий. Психология делает упор или на уважение или в контексте достижения мотивационным путем. Также стоит отметить, что констатируется факт тяги к престижу для компенсации неполноценности или низкой самооценки. Социология выделяет подходы следующего характера: аксиологического и стратификационного.

Рассматривая социальный престиж с точки зрения приверженцев теории социальной стратификации, нужно обратить внимание, что он исследуется как мера общественного статуса и одна из главных причин деления социума на страты. 

Иной подход, аксиологический, указывает на ценностную природу престижа, описывая открывающиеся возможности, которые позволяют демонстрировать и пояснять феномены общественной жизни согласно их социальной значимости. 

Точное понимание термина является затруднительным по причине видоизменения его первоначального значения, так как название термина является достаточно вольным производным от латинского praestigium (что означает зачаровывание, обман чувств).

## Роль престижа
Любой индивид может одновременно относиться к нескольким социальным группам, что, соответственно, награждает его разнообразными статусами. Мы будем исходить из того, что статусы принято делить на предписанные (которые налагаются после рождения) и достигнутые (что приобретаются в результате достижения намеченной цели). Общество, которое является более свободным, минимизирует важность предписанных статусов, а вот важность достигнутых, напротив, превозносит. 

Любой индивид может одновременно обладать рядом различных статусов. К примеру, его «ассортимент статусов» может быть следующим: индивид мужского пола, неженат, доктор исторических наук, мастер по гончарному делу, европеец, поляк, католик, сельский житель, и т. д. Перечень статусов (европеец, поляк, индивид мужского пола) был приобретен им по факту рождения — данные статусы мы отнесем к предписанным. Ряд прочих (доктор исторических наук, мастер по гончарному делу) он самолично приобрел, потратив на достижение поставленных задач определенные усилия, — данные статусы относятся к достигнутым. Похожим образом дело обстоит и с престижем.

Что представляет собой социальный престиж? По сути, он являет собой сопоставительную, интегральную оценку значимости общественных объектов или деятельности субъектов при рассмотрении тех с позиции конкретной ценностной систем, к коим могут относиться следующие: признание в социуме, личный авторитет, внимание со стороны общественности.

В научной среде термин «престиж» возник благодаря британским учёным в 1911 году. Причина заключалась в необходимости создания дифференцированных оценок разных типов трудовой деятельности.

## Статус и социальный престиж человека
Понятие статуса напрямую связано с понятием престижа.

Чем данный «ценник» выше, тем значительнее выглядит социальный статус его обладателя в глазах окружающих. К примеру, на данный момент можно сказать, что достаточно престижными считаются профессии финансиста или адвоката; полученное в престижном/дорогом/известном ВУЗе образование; высокая должность; приближённое к центру (района, города, государства) место проживания. Если люди ведут речь не столько о высокой ступени положения в обществе, сколько о личностной значимости определённого человека и его индивидуальных качествах, тогда речь идёт не о престиже, а об авторитете.
Перво-наперво, статус являет собой формальную объективную оценку положения индивидуального или же социального института в социуме. К престижу же ближе такие понятия как «авторитет», «уважение». Данные указанные понятия относятся к способам субъективной оценки социального статуса. Данные критерии представляют собой латентные показатели, что представлены влиянием и значением для окружающих. К примеру, авторитет не задаётся изначально, но его можно прибрести, заработав за счёт результативности своих социальных функций, достижения успеха и признания..

Престиж, подобно авторитету и уважению, выступает социально-индивидуальной оценкой, правда «окрас» имеет более безличностный, он не столь значим в иерархической системе социальных отношений. Престиж — стимул, но не глобальное достижение или же мотивация.

## Функции престижа
Учеными прошлого века выделен ряд функций, выполняемых престижем в социальной жизни:
1. Функция поощрения.
2. Регулятивная функция.
3. Функция дистанции.
4. Интегративная функция.
5. Индикатор (критерий значимости).
6. Познания символов.
7. Иллюзорно-компенсаторную функцию.

Итак, общественный престиж делает возможным удовлетворение одной из наиболее значимых и распространённых потребностей индивида, а именно — потребности быть признанным окружением, средой, социумом, что позволяет данному индивиду самоутвердиться, приобрести уважение в своих собственных глазах, возвысить собственную личность. Без удовлетворения данной потребности просто-напросто невозможен переход на следующую ступень саморазвития, которая позволяет овладеть и воспользоваться более продвинутыми способами построения мыслей и действий.
Правда, при нынешних условиях серьёзного поведенческого кризиса, утратившего актуальность прошлого и сознания девиации «ценника» позволяют возникнуть угрозе укоренения «недоразумений» между видоизменяющимися тенденциями реальности в сфере общественной жизни, информации о ней, взглядах и результатами деятельности человечества.